# Kols
Els kols són un conjunt de tribus aborígens (adivasis) de l'Índia, principalment de l'altiplà de Chhota Nagpur (estat de Jharkhand) i a parts d'Orissa i de Chhattisgarh, de tipus austre-asiàtic. Kol és un nom genèric de les tribus que parlen les llengües kolàries però s'aplica principalment a les tres tribus principals, els mundes (munda en singular) que viuen principalment al districte de Lohargada; els larkes (singular larka) o hos (singular ho), que viuen al districte de Singbhum; els oraons; i els bhumijs, els dos darrers viuen tots al districte de Manbhum; una part dels darrers es consideren del mateix grup que els mundes amb els quals es relacionen i s'enllacen matrimonialment però els bhumijs que viuen més a l'est han estat hinduitzats i no reconeixen aquesta relació; els que viuen a Dhalbhum es consideren autònoms i sense relació amb mundes i hos.

## Història
La història llegendària dels kols els fa habitants de Magadha on s'han trobar diverses restes atribuïdes a cherus i kols. El territori estava poblat per kols però els reis eren cherus. Les ruïnes més importants són a Kabar a Bihar i foren obre sens dubte d'un sobirà amb gran poder i probablement la seva capital; nombrosos forts i ruïnes són atribuïts al Bihar a aquesta antiga dinastia esmentada al Rig-veda i al Bhagavata Purrina, on es diu que cherus i kols ocupaven el país de Magadha al temps del naixement de Buda al segle VI aC; les escultures de Buddh-Gaya no són àries sinó turànies o kols. Buchanan-Hamilton asssegura que els cherus dominants van acceptar les doctrines de Buda i es van arianitzar mentre els kols les van rebutjar i van conservar la llibertat.
Van viure a la vall del Ganges fins vers el 500 quan en foren expulsats pels savars. Un grup, els mundes o mundaris, es van establir a Chhota Nagpur i van formar una confederació d'estat cadascun format per un sol poble. La seva denomianció nacional inicial fou probablement konks o konpats, literalment "un cap", ja que cada pobvle tenia un sol cap. Els seus sobirans portaven el títol de gumti.

## Religió
El panteó munda està encapçalat per Sing Bonga, el creador i conservador, que és adorat com el sol i estava casat amb Chandra Omol, la lluna; les estrelles eren les seves germanes. Els uraons tenen les mateixes creences, però anomenen al deu principal com Dharmi (el Sagrat). Amb qualsevol dels dos noms, tots els altres déus li estan subordinats. El hos tenen com a déus subordinats a Chanala Desum Bonga i la seva dona Pangora que no obstant porten els títols de Sing Bonga i Chandra Omol.
El següent déu més important després de Sing Bonga és Marang-Buru o Bura Bonga, deu de la muntanya al que es fan alguns sacrificis (búfals o cabres). Desauli és la deïtat tutelar de cada poble i la seva dona és Jhar-Era o Maburu. En importància segueix Naga-Era, deu de l'aigua (els mundes l'anomenen Ekhir-Bonga Mundas) i Garha-Era, la deessa dels rius; els ancestres són anomenats Ham-ho de l'home i Horatan-ho de la dona.
Modernament el cristianisme s'hi ha introduït.

## Casament
Les cerimònies nupcials dels mundaris han agafat molta influència hindú.

## Habilitats
Els kols saben fondre el ferro del que el seu territori en té algunes mines, però aquesta tasca està reservada a alguns clans (kharries, birhors, asurs i agèries). Els mundes a més saben rentar arena per trobar or a alguns rius però se n'extreu molt poc. El grup dels tamàries, kols de Tamarh a Chhota Nagpur, foren els primers que es van dedicar al comerç.

## Menjar
El kols hinduitzats no mengen carn que els hindús consideren impura; però els no hinduitzats com els mundaris i els hos mengen vaca, cabres i ovelles, aus, peixos, llebres i cérvols; el poc els deixen per les classes més inferiors; en canvi bo menjen ossos, mones, serps, taus i altres animals del bosc que els uraons i els sandals consumeixen. Mengen pa, però no arròs cuit. És mala sort que l'ombra d'una persona afecti al menjar d'un kol.

## Propietat
La propietat es divideix entre els fills en parts iguals però si els fills són menors no reben l'herència fins que arriben a la majoria i continuen vivint junts tots els germans. les noies formen part de les propietats dels nois igual que els ramats, i així si un home mort deixant tres fills i tres filles i trenta caps de bestiar, cada fill rep una filla i deu caps de bestiar; quan la noia es casa el "pan" (la dot, generalment sis caps de bestiar) queda pel germà. Si només hi ha una filla quan es casa el "pan" es reparteix entre els germans.

## Caràcter
Els hos són sincers i oberts, i molt menys ho són els mundaris, que no destaquen per la seva honestedat.

## Població
Segons el cens del 1881 els kols eren 871.666 dels que 613.863 eren considerats animistes i 257.803 hinduistes. A aquestos calia afegir els de les Províncies Centrals, uns 78.000, que donaven un total de 949.666 kols. En aquesta xifra estaven inclosos diferents tribus dins del grup de llengua kolària, però sembla que una part en va quedar fora. En llengua els parlants de llengües kolàries (també anomenades llengües munda o llengües mundaris, o llengües kol) fou en la mateixa data d'1.140.489. L'enciclopèdia Britànica del 1911 dona la xifra de 438.000 mundes i de 386.000 hos (cens del 1901).

## Resistència
Els kols, especialment mundaris, van lluitar contra els britànics fins que foren derrotats a la meitat del segle xix. Els combatents hos eren anomenats larka o laraka kols (lluitadors kols). L'opressió dels terratinents sobre els kols, especialment els mundes, va portar a la gran revolta del 1899 que fou sufocada però després els britànics van regular millor la propietat de la terra i els treballs.
Modernament van recuperar el seu esperit nacional i es van produir alguns intents nacionalistes. La creació del Jharkhand com estat separat fou en part fruit de la seva lluita.